# Радиловский, Семён Ефимович
Семён Ефимович Радиловский (1922—1998) — участник Великой Отечественной войны, командир 4-й батареи 206-го истребительно-противотанкового артиллерийского полка (20-я отдельная истребительно-противотанковая артиллерийская бригада РГК, 2-я гвардейская танковая армия, 1-й Белорусский фронт), капитан. Герой Советского Союза.

## Биография
Родился 19 ноября 1922 года в г. Луганске, Украина, в семье служащего. Русский.
Образование среднее — окончил школу № 33 в  г. Каменске-Шахтинском Ростовской области.
В Красной Армии с 5 сентября 1939 года. В мае 1941 года окончил 1-е Ростовское артиллерийское училище.
В действующей армии — с 29 июня 1941 года. Член ВКП(б) с августа 1942 года. Воевал на Юго-Западном (с июля 1941 по август 1942), Донском, Сталинградском (с августа 1942 по март 1943), Центральном, Белорусском и 1-м Белорусском (с июля 1943 по май 1945) фронтах. В боях на Юго-Западном фронте 9 сентября 1941 года был ранен.
Командир батареи 206-го истребительно-противотанкового артиллерийского полка капитан Семён Радиловский в бою 22 апреля 1945 года за город Хеннигсдорф (пригород Берлина) огнём орудий подавил несколько огневых точек противника, обеспечив переправу через Гогенцоллерн-канал батальонам 33-й мотострелковой бригады. В уличных боях в Берлине под огнём развернул батарею и прямой наводкой подавил мощный опорный пункт врага.
После войны С. Радиловский продолжил службу в Вооружённых Силах СССР. В 1954 году окончил Центральные артиллерийские курсы усовершенствования офицерского состава. С 1960 года подполковник С. Е. Радиловский — в запасе.
Жил в городе г. Виннице (Украина). Умер 5 января 1998 года, похоронен на Центральном кладбище в г. Виннице.

## Награды
- Указом Президиума Верховного Совета СССР от 31 мая 1945 года за образцовое выполнение боевых заданий командования на фронте борьбы с немецко-фашистскими захватчиками и проявленные при этом мужество и героизм капитану Радиловскому Семёну Ефимовичу присвоено звание Героя Советского Союза с вручением ордена Ленина и медали «Золотая Звезда» (№ 6780).
- Награждён орденами Ленина, медалью " Золотая Звезда",  Красного Знамени, Александра Невского, Богдана Хмельницкого 3-й степени,  2-мя орденами Отечественной войны 1-й степени, 2-мя орденами Красной Звезды и медалями, в числе которых медали «За отвагу», " За боевые заслуги".

## Память
- В Парке Победы г. Каменска-Шахтинского Ростовской области  Герою  установлена  мемориальная доска.